# ポッテンシュタイン (オーバーフランケン)
ポッテンシュタイン (ドイツ語: Pottenstein, ドイツ語発音: [ˈpɔt̩nʃta‿in]) は、ドイツ連邦共和国バイエルン州バイロイト郡（オーバーフランケン行政管区）に属する市。全国的に知られたこの保養地は、フレンキシェ・シュヴァイツに位置する。

## 歴史
ポッテンシュタインの歴史は、初めて文献上で言及される918年にまで遡る。1323年に都市権を獲得した。ポッテンシュタインは、バンベルク司教本部の代官管理区に属した。1736年に大火があり、60件の家屋が焼失した。
1803年の帝国代表者会議主要決議でこの町はバイエルン公国領となった。バイエルン王国の行政改革の時代、1818年の自治体令により、今日の自治体ができあがった。1942年から1945年にかけて、ポッテンシュタインにはフロッセンビュルク強制収容所の所外施設と、第24SS武装山岳猟兵師団の約600人が所属したトレーニングキャンプ（1942/43年）が存在した。

### 自治体の構成
この町は、公式には35の地区 (Ort) からなる。このうち小集落や孤立農場などを除く集落を以下に列記する。
| - エルバースベルク - ゴイスマンス - グライシュ - ハスラッハ - ホーエンミルスベルク - キルヒェンビルキヒ - クラインキルヒェンビルキヒ | - キューレンフェルス - ポッテンシュタイン - プリュルスビルキヒ - ピュットラハ - ラッカースベルク - レーゲンタール - トレーグヴァイス | - テューヒャースフェルト - フォルダークレーバッハ - ヴァイダッハ - ヴァンベルク - ヴァイデンヒュル - ヴァイデンロー - ヴァントマンスゲゼース |

ホーエンミルスベルク地区の近くにホーエンミルスベルガー・プラッテ（海抜 614mで、フランキシェ・シュヴァイツの最高地点）がある。
ライエンフェルス地区（約15戸）には、ライエンフェルス城址（標高590m）がある。

## 人物

### 出身者
- ミヒャエル・ホールラッヒャー (1888年8月18日 - 1957年10月12日) 政治家 (Bayerische Volkspartei、CSU)、帝国議会議員、バイエルン州議会議員（1946-50年 州議会議長）、ドイツ連邦議会議員

## 文化と見所

### 博物館
- トゥッヒャースフェルト地区のフレンキシェ・シュヴァイツ博物館

### 建築物

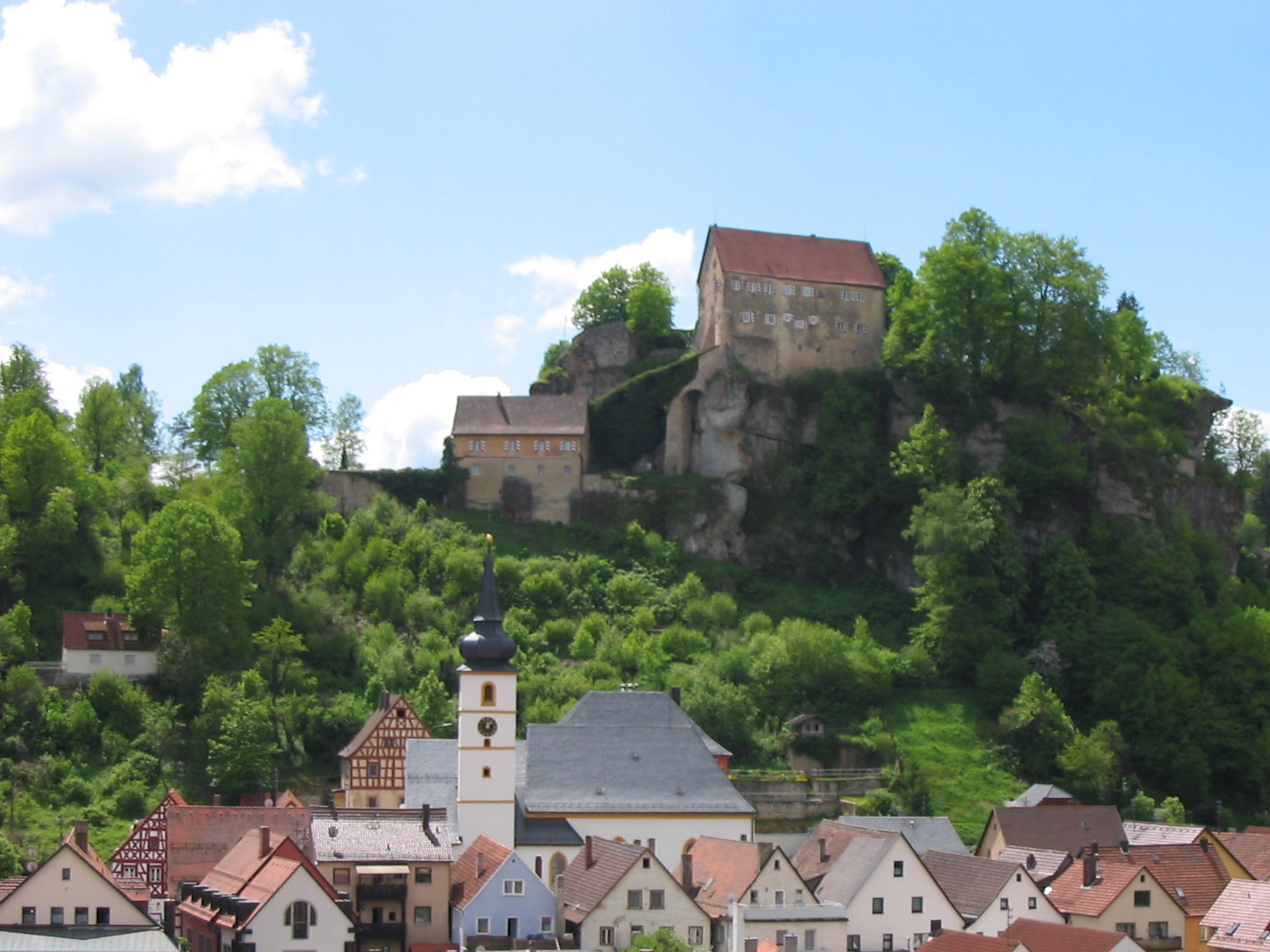
ポッテンシュタイン城

- 1000年[いつから?]1の歴史を誇るポッテンシュタイン城。1228年には聖エリーザベトが滞在した。
- ロココ装飾が見事な聖バルトロマイ教会
- ライエンフェルス地区のライエンフェルス城址

### 催し物
毎年1月6日のドライケーニヒフェスタ（3人の王の祭り）の際には、城で花火があげられる。

## レクリエーション

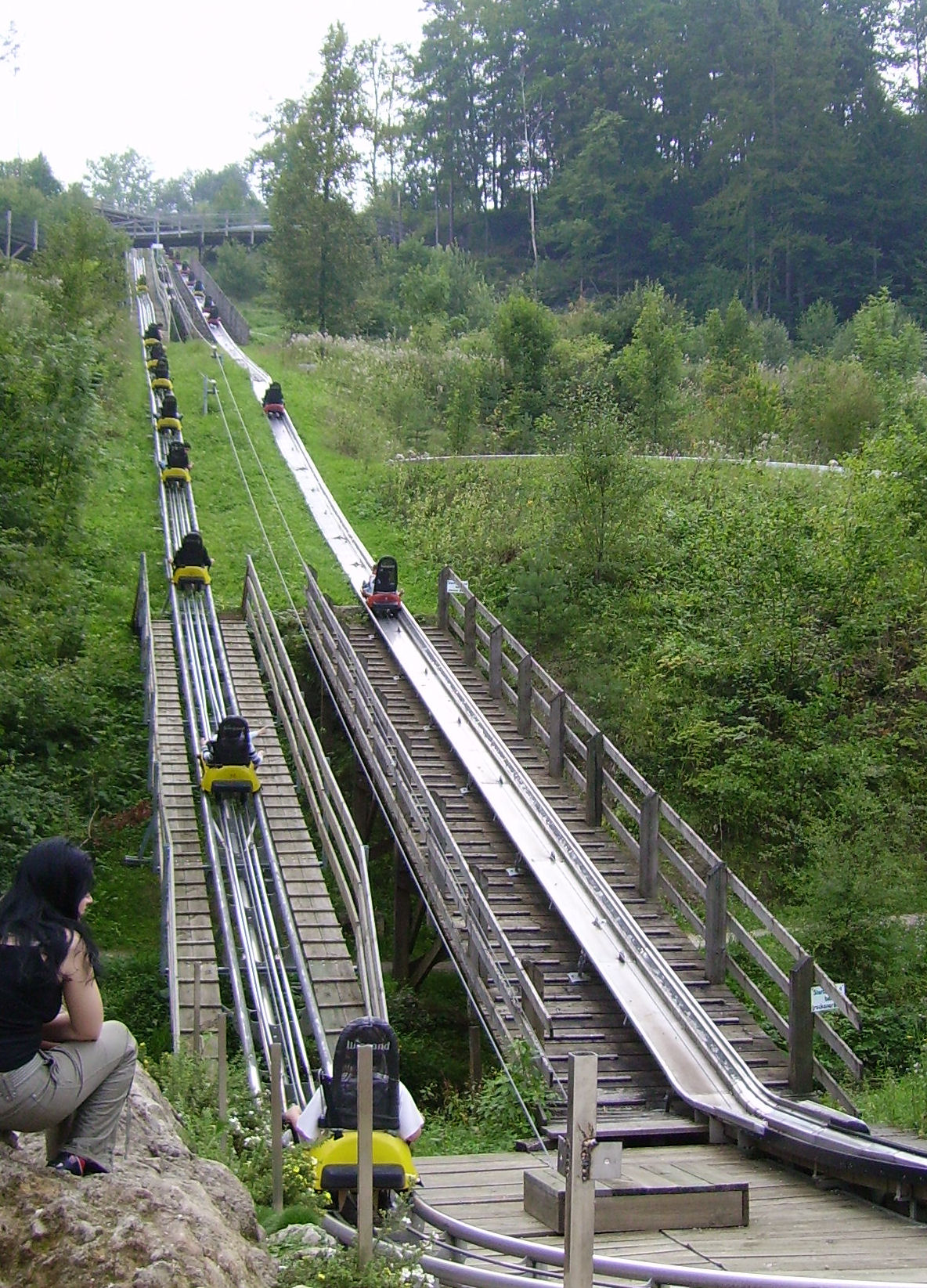
夏ソリコース

- トイフェルスヘーレ（悪魔の洞穴）長さ1.5kmの見学可能な鍾乳洞。トイフェルスヘーレは、ドイツで最も大きな鍾乳洞の一つとしてよく知られている。
- 夏ソリコース
- フェルゼンバート（屋外プール）

## 引用
1. ↑  https://www.statistikdaten.bayern.de/genesis/online?operation=result&code=12411-003r&leerzeilen=false&language=de Genesis-Online-Datenbank des Bayerischen Landesamtes für Statistik Tabelle 12411-003r Fortschreibung des Bevölkerungsstandes: Gemeinden, Stichtag (Einwohnerzahlen auf Grundlage des Zensus 2011)
2. ↑  Max Mangold, ed (2005). Duden, Aussprachewörterbuch (6 ed.). Dudenverl. p. 644. ISBN 978-3-411-04066-7
3. ↑  Bayerische Landesbibliothek Online